# Carlette
Carlette war eine britische Automarke, die nur 1913 auf dem Markt war. Hersteller war Holstein Garage aus Weybridge (Surrey).
Das einzige Modell war ein Cyclecar. Der Wagen wurde von einem V2-Motor von J.A.P. mit 8 bhp (5,9 kW) Leistung angetrieben. Dieser war durch einen Gummiriemen mit einer Hilfswelle verbunden. Verschiedene Antriebsübersetzungen konnten durch Verschieben des Riemens erreicht werden. Die Hilfswelle war durch einen weiteren Riemen mit einem Hinterrad verbunden. Das Fahrzeug wog nur 127 kg. Eine getunte Version war mit 96 km/h angegeben.